# Arno (Schiff, 1915)
Die Arno war ein 1915 gebauter und der einzige Zerstörer der Royal Navy, der im Ausland gebaut wurde. Von der Marinha Portuguesa bestellt und als Liz in Dienst gestellt, wurde er 1915 an die Royal Navy abgegeben und sank 1918 nach einer Kollision.

## Geschichte
Das Schiff wurde auf Bestellung der portugiesischen Marine bei Ansaldo in Genua auf Kiel gelegt und lief dort am 20. Dezember 1914 vom Stapel. Die Konstruktion war eine Weiterentwicklung der italienischen Soldati-Klasse und unterschied sich von dieser durch ein erhöhtes Vorschiff, zwei statt drei Schornsteine und eine geänderte Position der Torpedorohre. Sie blieb ein Einzelschiff.
Anfang 1915 lieferte die Werft das Schiff an die portugiesische Marine ab, die es nach Portugal überführte: Die Liz verließ Genua am 10. Februar 1915 und erreichte am 18. Februar Lissabon. Auf der Suche nach weiteren Zerstörern erwarb die Royal Navy das Schiff im März 1915. Am 23. Mai 1915 wurde es in Portugal wieder außer Dienst gestellt und am 31. Mai 1915 in Sesimbra an die Royal Navy übergeben.
Als HMS Arno in Dienst gestellt, war sie das einzige im Ausland gebaute Kriegsschiff der Royal Navy. Nach der Indienststellung wurde die Arno im Juli 1915 der 5. Zerstörerflottille zugeordnet, die im Mittelmeer operierte. Noch im August 1915 unterstützte sie die Landung von Truppen der Entente in der Suvla-Bucht bei Halbinsel Gallipoli, Im September 1915 erhielt sie die Kennung D62, im Januar 1918 dann die Kennung D06. Während des gesamten Krieges blieb sie mit dieser Flottille im Mittelmeer und führte dort bis 1918 Geleitaufgaben durch.

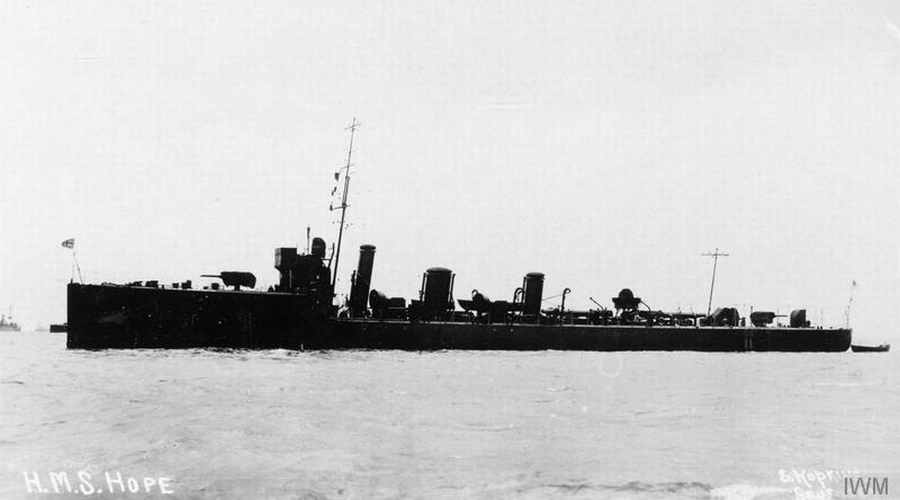
Die Hope etwa im Jahr 1911

Nach einer Kollision mit dem Zerstörer Hope sank die Arno am 23. März 1918 vor den Dardanellen.

## Technische Daten
Der Rumpf der Arno war über alles 70,1 Meter lang, 6,7 Meter breit und hatte einen Tiefgang von 2,1 Metern. Der Antrieb erfolgte durch zwei Thornycroft-Kessel und zwei Parsons-Turbinen mit denen eine Gesamtleistung von 8000 PS erreicht wurde. Diese gaben ihre Leistung an zwei Wellen mit je einer Schraube ab. Die Höchstgeschwindigkeit betrug 28,5 Knoten. Die Besatzung bestand aus 70 Offizieren und Mannschaften.
Die Bewaffnung bestand aus drei Torpedorohren für Torpedos im Kaliber 45,7-cm und vier 7,62-cm-Geschützen mit Kaliberlänge 40. Zwei Geschütze in Einzellafetten standen vor der Brücke, das dritte befand sich hinter den Schornsteinen und das vierte am Heck. Hierbei handelt es sich um von Ansoldo in Lizenz gefertigte britische Marinegeschütze vom Typ QF 12 pounder 12 cwt naval gun.